# أتلانتيس
أتلانتيس (بالإنجليزية: Atlantis)‏ هي مدينة أمريكية تقع في ولاية فلوريدا. تبلغ مساحة هذه المدينة 3.7 (كم²)،ويبلغ عدد سكانها 2005 نسمة حسب إحصاء سنة 2010 م 2005.تشير إحصاءات سنة 2000م بأن الكثافة السكانية في هذه المدينة تقدر بـ(564.8) نسمة/كم2 

## التركيبة السكانية
حدّد مكتب تعداد الولايات المتحدة بيانات التركيبة السكانية لأتلانتيس في تعداد الولايات المتحدة. في ما يلي، التركيبة السكانية حسب تعدادي 2000 و2010.

### تعداد عام 2000
بلغ عدد سكان أتلانتيس 2,005 نسمة بحسب تعداد عام 2000، وبلغ عدد الأسر 1,024 أسرة وعدد العائلات 678 عائلة مقيمة في المدينة. في حين سجلت الكثافة السكانية 552.3 نسمة لكل كيلومتر مربع (1,430.5/ميل2). وبلغ عدد الوحدات السكنية 1,140 وحدة بمتوسط كثافة قدره 314 لكل كيلومتر مربع (813.3/ميل2).
وتوزع التركيب العرقي للمدينة بنسبة 97.11% من البيض و0.50% من الأمريكيين الأفارقة و2% من الأمريكيين ذوي الأصول الآسيوية و0.20% من الأعراق الأخرى و0.20% من عرقين مختلطين أو أكثر و2.59% من الهسبانيون أو اللاتينيون من أي عرق.
بلغ عدد الأسر 1,024 أسرة كانت نسبة 9.3% منها لديها أطفال تحت سن الثامنة عشر تعيش معهم، وبلغت نسبة الأزواج القاطنين مع بعضهم البعض 61.8% من أصل المجموع الكلي للأسر، ونسبة 3.7% من الأسر كان لديها معيلات من الإناث دون وجود شريك، بينما كانت نسبة 0.7% من الأسر لديها معيلون من الذكور دون وجود شريكة وكانت نسبة 33.8% من غير العائلات. تألفت نسبة 29.7% من أصل جميع الأسر من عدة أفراد يعيشون في نفس المنزل ونسبة 23% كانت تتألف من شخص يعيش بمفرده يبلغ من العمر 65 عاماً أو أكثر. وبلغ متوسط حجم الأسرة المعيشية 1.96، أما متوسط حجم العائلات فبلغ 2.36.
بلغ العمر الوسطي للسكان 65.7 عاماً. وكانت نسبة 8.6% من القاطنين تحت سن الثامنة عشر، وكانت نسبة 2.4% بين الثامنة عشر والرابعة والعشرين عاماً، ونسبة 10.8% كانت واقعةً في الفئة العمرية ما بين الخامسة والعشرين والرابعة والأربعين عاماً، ونسبة 27% كانت ما بين الخامسة والأربعين والرابعة والستين، ونسبة 51.2% كانت ضمن فئة الخامسة والستين عاماً فما فوق. يوجد لكل 100 أنثى 86.7 ذكر، ويوجد لكل 100 أنثى في الثامنة عشر من عمرها فما فوق 86.1 ذكر.
بلغ متوسط دخل الأسرة في المدينة 71,019 دولارًا، أما متوسط دخل العائلة فبلغ 82,807 دولارًا. وكان متوسط دخل الذكور 38,906 دولارًا مقابل 47,188 دولارًا للإناث. وسجل دخل الفرد الخاص بالمدينة 47,614 دولارًا. وكانت نسبة 4.8% من العائلات ونسبة 4% من السكان تحت خط الفقر، وكان من هؤلاء نسبة 0% تحت سن الثامنة عشر ونسبة 3.8% في الخامسة والستين من العمر وما فوق.

### تعداد عام 2010
بلغ عدد سكان أتلانتيس 2,005 نسمة بحسب تعداد عام 2010، وبلغ عدد الأسر 983 أسرة وعدد العائلات 617 عائلة مقيمة في المدينة. في حين سجلت الكثافة السكانية 552.3 نسمة لكل كيلومتر مربع (1,430.5/ميل2). وبلغ عدد الوحدات السكنية 1,232 وحدة بمتوسط كثافة قدره 339.4 لكل كيلومتر مربع (879.0/ميل2).
وتوزع التركيب العرقي للمدينة بنسبة 95.26% من البيض و1.30% من الأمريكيين الأفارقة و0.05% من الأمريكيين الأصليين و2.39% من الأمريكيين ذوي الأصول الآسيوية و0.30% من الأعراق الأخرى و0.70% من عرقين مختلطين أو أكثر و7.43% من الهسبانيون أو اللاتينيون من أي عرق.
بلغ عدد الأسر 983 أسرة كانت نسبة 14.1% منها لديها أطفال تحت سن الثامنة عشر تعيش معهم، وبلغت نسبة الأزواج القاطنين مع بعضهم البعض 54.4% من أصل المجموع الكلي للأسر، ونسبة 6.3% من الأسر كان لديها معيلات من الإناث دون وجود شريك، بينما كانت نسبة 2% من الأسر لديها معيلون من الذكور دون وجود شريكة وكانت نسبة 37.2% من غير العائلات. تألفت نسبة 32% من أصل جميع الأسر من عدة أفراد يعيشون في نفس المنزل ونسبة 22.4% كانت تتألف من شخص يعيش بمفرده يبلغ من العمر 65 عاماً أو أكثر. وبلغ متوسط حجم الأسرة المعيشية 2.02، أما متوسط حجم العائلات فبلغ 2.50.
بلغ العمر الوسطي للسكان 62.5 عاماً. وكانت نسبة 12.1% من القاطنين تحت سن الثامنة عشر، وكانت نسبة 2.6% بين الثامنة عشر والرابعة والعشرين عاماً، ونسبة 11.2% كانت واقعةً في الفئة العمرية ما بين الخامسة والعشرين والرابعة والأربعين عاماً، ونسبة 28.6% كانت ما بين الخامسة والأربعين والرابعة والستين، ونسبة 45.5% كانت ضمن فئة الخامسة والستين عاماً فما فوق. وتوزع التركيب الجنسي للسكان بنسبة 45.9% ذكور و54.1% إناث.